# Цзінь Цзивей
Цзінь Цзивей (кит. 金 紫薇, пін. Jīn Zǐwēi, 17 жовтня 1985) — китайська веслувальниця, олімпійська чемпіонка.

## Виступи на Олімпіадах
| Олімпіада  | Дисципліна                     | Місце |
| ---------- | ------------------------------ | ----- |
| Афіни 2004 | вісімка розстібна зі стерновим | 4     |
| Пекін 2008 | четвірка парна                 | 1     |